# Escaut
Escaut (în neerlandeză Schelde, în latină Scaldis) este un fluviu european, care izvorăște în Franța, trece prin Belgia și Țările de Jos și se varsă în Marea Nordului. Trece prin Cambrai, Valenciennes, Tournai, Gent și Anvers. Fluviul are o lungime de aprox. 400 km și este navigabil.